# 215841 Čimelice
215841 Čimelice è un asteroide della fascia principale. Scoperto nel 2005, presenta un'orbita caratterizzata da un semiasse maggiore pari a 2,3269137 UA e da un'eccentricità di 0,1395478, inclinata di 2,60192° rispetto all'eclittica.